# サムエル

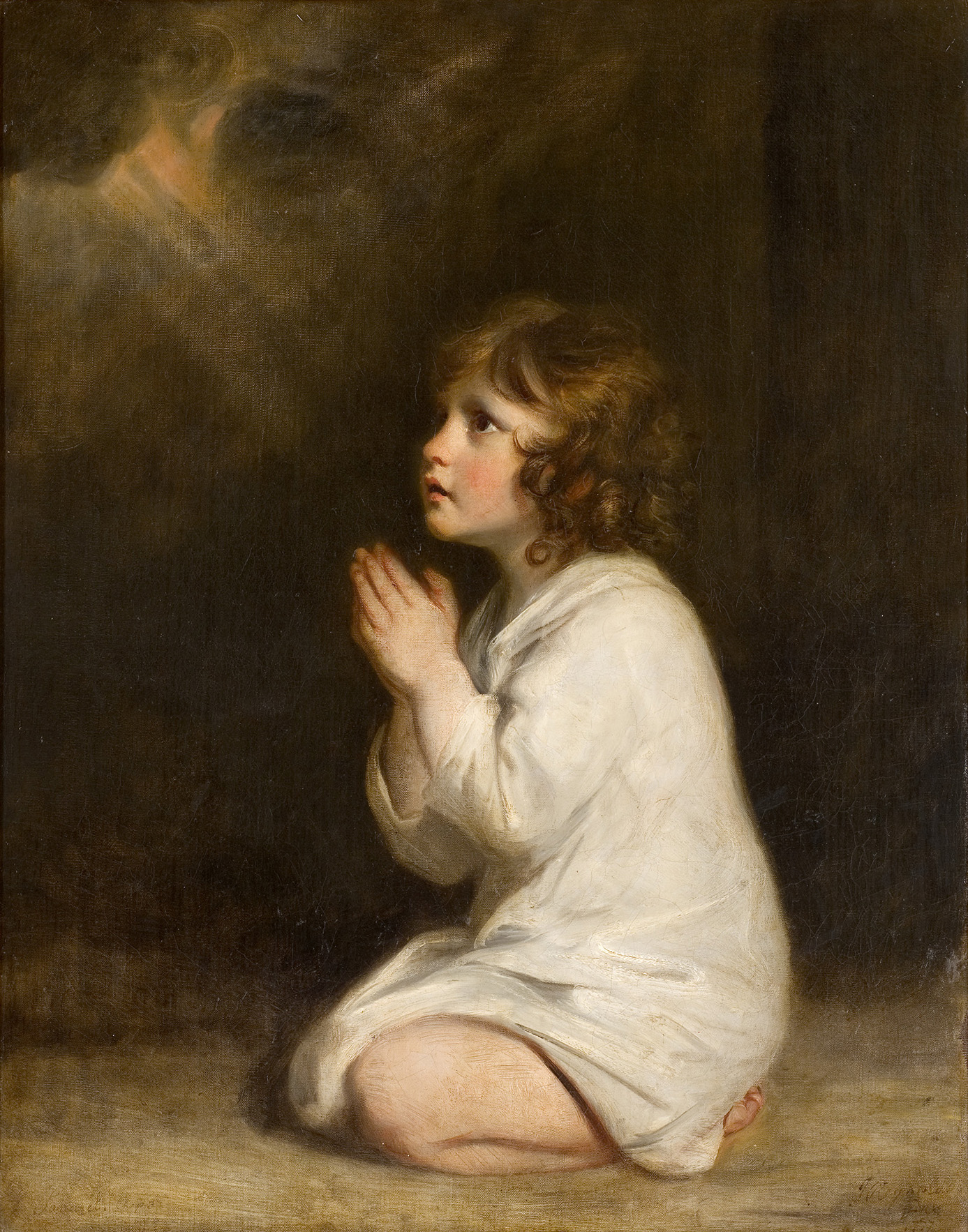
ジョシュア・レイノルズ 『幼きサムエル』1776年 ファーブル美術館

サムエルは、旧約聖書の『サムエル記』に登場するユダヤの預言者、士師（民族指導者）。名前の語義はヘブライ語で「神は聞いてくださった」「彼の名は神」。実在の人物である場合、紀元前11世紀の人。

## 概略
父エルカナ、母ハンナ。サムエルは、長きにわたって子供を望んでハンナがようやく授かった子であった。母はこれに感謝し、サムエルをシロの祭司エリに仕えさせた。エリは自分の息子たちの不品行を恥じ、サムエルを愛した。幼いサムエルは、寝床にあって神の言葉を聞き、成長して主の預言者として認められるようになった。
サムエルは宗教的指導者（祭司）かつ政治的民族指導者（士師）として活躍した。晩年になって民が王政を望むと、サムエルはその非を説いたが、聞き入れられず、サウルを初めての王として建てた。イスラエルはサウル王のもとで団結し、周囲の民族と戦ったが、神の「アマレク人を殲滅せよ」という命令にサウルがそむいたことから、サムエルは密かにダビデに油を注いだ。
ダビデはペリシテの勇者ゴリアテを討ち、竪琴の名手としてサウルに仕えたが、サウルは彼の人気をねたんで命を狙った。サウルを殺害するチャンスはあったが、「神の選んだ人に手をかけられない」といって手を触れなかった。ダビデの立琴によってサウルから悪霊が出て行った。
サムエルは死んで、ラマタイム・ツォフィムに葬られた。

### 家族
サムエルの家族については以下の通り。
サムエルの出身氏族については、サムエル記によると、父エルカナがエフライムの出身となっているが、資料により違いがある。
- 父：エルカナ
- 母：ハンナ
- 兄弟：弟3人、妹2人
- 妻：聖書中で言及なし
- 息子：長子ヨエル、次男アビヤ
- 孫：ヘマン（ヨエルの子）

## 預言者・指導者としてのサムエルの生涯

### イスラエルの指導者となるまで

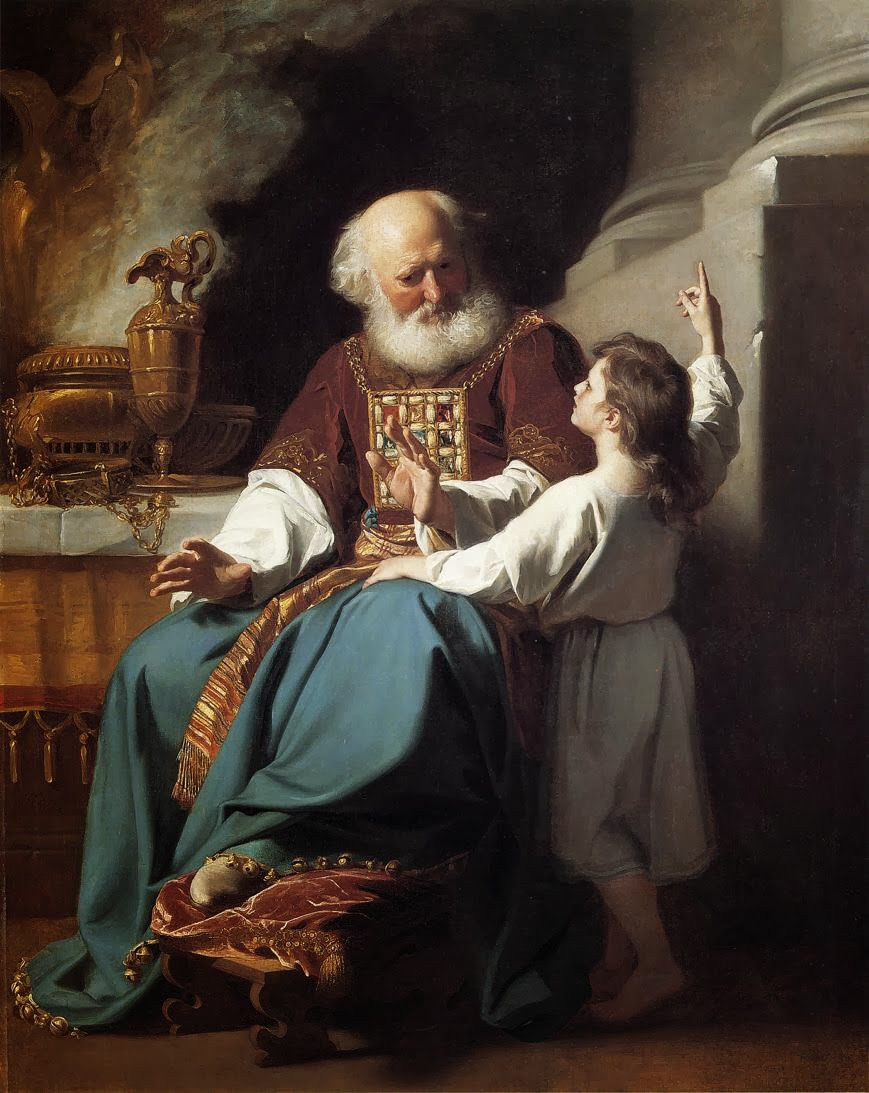
エリに神の裁きを伝えるサムエル

サムエル記によれば、主がサムエルに最初に言葉を語ったのは、祭司エリの身におきる災いについてであった。
「主はまた三度目にサムエルを呼ばれたので、サムエルは起きてエリのもとへ行って言った、『あなたがお呼びになりました。わたしは、ここにおります』その時、エリは主がわらべを呼ばれたのであることを悟った。そしてエリはサムエルに言った、『行って寝なさい。もしあなたを呼ばれたら、しもべは聞きます。主よ、お話しくださいと言いなさい』サムエルは行って自分の所で寝た。（サムエル記上：3 : 8 - 9)
「その日には、わたしが、かつてエリの家について話したことを、はじめから終りまでことごとく、エリに行うであろう。わたしはエリに、彼が知っている悪事のゆえに、その家を永久に罰することを告げる。その子らが神をけがしているのに、彼がそれをとめなかったからである。」（サムエル記上：3 : 12 - 13)
サムエルはその経験を転機とし、その後もシロで奉仕を続けていくと、その評判は国中に及び、主の預言者としてイスラエルの人々に認められて行く。
「サムエルは育っていった。主が彼と共におられて、その言葉を一つも地に落ちないようにされたので、
ダンからベエルシバまで、イスラエルのすべての人は、サムエルが主の預言者と定められたことを知った。
主はふたたびシロで現れられた。すなわち主はシロで、主の言葉によって、サムエルに自らを現された。こうしてサムエルの言葉は、あまねくイスラエルの人々に及んだ。」（サムエル記上：3 : 19 - 21)
その後イスラエルは、宿敵ペリシテ人とのアペクでの戦いに惨敗し、契約の箱も奪われ、エリの二人の息子も殺され、それを聞いたエリもショックで倒れて死亡する。サムエルは人々に、他の神々を捨て去り一心に主に仕え立ち返るなら、主はペリシテ人から救って下さると言い、皆を集めて祈った。そこにペリシテ人が攻めてくるが、雷が敵の上に轟くと、敵は乱れて逃げて行った。こうしてサムエルの指導者としての地位は確立した。
「サムエルが燔祭をささげていた時、ペリシテびとはイスラエルと戦おうとして近づいてきた。しかし主はその日、大いなる雷をペリシテびとの上にとどろかせて、彼らを乱されたので、彼らはイスラエルびとの前に敗れて逃げた。イスラエルの人々はミヅパを出てペリシテびとを追い、これを撃って、ベテカルの下まで行った。その時サムエルは一つの石をとってミヅパとエシャナの間にすえ、『主は今に至るまでわれわれを助けられた』と言って、その名をエベネゼルと名づけた。こうしてペリシテびとは征服され、ふたたびイスラエルの領地に、はいらなかった。サムエルの一生の間、主の手が、ペリシテびとを防いだ。ペリシテびとがイスラエルから取った町々は、エクロンからガテまで、イスラエルにかえり、イスラエルはその周囲の地をもペリシテびとの手から取りかえした。またイスラエルとアモリびととの間には平和があった。サムエルは一生の間イスラエルをさばいた。」（サムエル記上：7 : 10 - 15)

### 国王の擁立
サムエルは老いると、2人の息子（ヨエルとアビヤ）にベエルシバでのさばきを委ねるが、息子たちは賄賂をとるなど道をはずしたので、イスラエルの長老たちから、他の国のように人々をさばく王を立てて欲しいと訴えられる。
サムエルは気が進まず主に祈ると、主は，彼らは私が王であることを認めず、今日まで私を捨てて他の神々に仕えてきたと言いつつも、彼らの望み通りするように告げる。そしてサムエルは、王を立てると息子や娘を兵役や使役にとられたり、税金もとられ、奴隷となることもあると人々に話すが、人々は聞き入れなかった。
「また、あなたがたの羊の十分の一を取り、あなたがたは、その奴隷となるであろう。そしてその日あなたがたは自分のために選んだ王のゆえに呼ばわるであろう。しかし主はその日にあなたがたに答えられないであろう。ところが民はサムエルの声に聞き従うことを拒んで言った、『いいえ、われわれを治める王がなければならない。われわれも他の国々のようになり、王がわれわれをさばき、われわれを率いて、われわれの戦いにたたかうのである』（サムエル記上：8: 17 - 20)
主は、サウルを王にするようにサムエルに告げる。サムエルはサウルの頭に油を注ぎ主の言葉を伝える。そして皆の前でクジを行うと、サウルが最後に選ばれた。その一方で人々に対して、主がいかにして人々を救ってきたかを説き、この先もそれができるのは主だけであることを強く説き、不思議な力で雷と雨を降らせ、皆を畏れさせた。
『あすの今ごろ、あなたの所に、ベニヤミンの地から、ひとりの人をつかわすであろう。あなたはその人に油を注いで、わたしの民イスラエルの君としなさい。彼はわたしの民をペリシテびとの手から救い出すであろう』（サムエル記上：9: 16 )
「その時サムエルは油のびんを取って、サウルの頭に注ぎ、彼に口づけして言った、『主はあなたに油を注いで、その民イスラエルの君とされたではありませんか。あなたは主の民を治め、周囲の敵の手から彼らを救わなければならない』（サムエル記上：10: 1)
「またベニヤミンの部族をその氏族にしたがって呼び寄せた時、マテリの氏族が、くじに当り、マテリの氏族を人ごとに呼び寄せた時、キシの子サウルが、くじに当った。」（サムエル記上：10: 21)
『わたしは主に呼ばわるであろう。そのとき主は雷と雨を下して、あなたがたが王を求めて、主の前に犯した罪の大いなることを見させ、また知らせられるであろう』そしてサムエルが主に呼ばわったので、主はその日、雷と雨を下された。民は皆ひじょうに主とサムエルとを恐れた。」（サムエル記上：12: 17 - 18)

### サウルとの葛藤
サムエルは戦いの前に生け贄を捧げるが、あるときサウルが逼迫した戦況のため、サムエルが来るのを待ちきれずにやむをえず燔祭を行う。サムエルはそのことを責め、主の命じられたことを守らなかったために、違う者が王になるだろうと言った。
「その時サムエルは言った、『あなたは何をしたのですか』。サウルは言った、『民はわたしを離れて散って行き、あなたは定まった日のうちにこられないのに、ペリシテびとがミクマシに集まったのを見たので、
わたしは、ペリシテびとが今にも、ギルガルに下ってきて、わたしを襲うかも知れないのに、わたしはまだ主の恵みを求めることをしていないと思い、やむを得ず燔祭をささげました』
サムエルはサウルに言った、『あなたは愚かなことをした。あなたは、あなたの神、主の命じられた命令を守らなかった。もし守ったならば、主は今あなたの王国を長くイスラエルの上に確保されたであろう。
しかし今は、あなたの王国は続かないであろう。主は自分の心にかなう人を求めて、その人に民の君となることを命じられた。あなたが主の命じられた事を守らなかったからである』（サムエル記上：13: 11 - 14)
サムエルはサウルにかつてイスラエルに敵対したアマレク人とその持ち物すべてを滅ぼし尽くすように命ずる。サウルは行ってこれを滅ぼすが、家畜などの良いものなどは残し、アマレクの王アガクを捕らえたもののこれを許した。そのためサムエルは、主はサウルを捨てて王の位から退けられたと、サウルに告げた。そして二度とサウルに逢うことは無く、しかしサウルのために悲しんだ。
「サウルはサムエルに言った、『わたしは主の声に聞き従い、主がつかわされた使命を帯びて行き、アマレクの王アガグを連れてきて、アマレク人を滅ぼし尽しました。しかし民は滅ぼし尽すべきもののうち最も良いものを、ギルガルで、あなたの神、主にささげるため、ぶんどり物のうちから羊と牛を取りました』
サムエルは言った、『主はそのみ言葉に聞き従う事を喜ばれるように、燔祭や犠牲を喜ばれるであろうか。見よ、従うことは犠牲にまさり、聞くことは雄羊の脂肪にまさる。そむくことは占いの罪に等しく、強情は偶像礼拝の罪に等しいからである。あなたが主のことばを捨てたので、主もまたあなたを捨てて、王の位から退けられた』（サムエル記上：15: 20 - 23)

### ダビデとの出会いから死まで
主はサムエルに新しく王になる子を探したので、行ってその子の頭に油を注ぐように命ずる。サムエルはサウルがそれを聞けば私を殺すでしょうと懸念するが、命じられるままに祭儀を行うという名目でベツレヘムに行き、姿が美しいダビデに出会うと、彼の頭に油を注いだ。ダビデはサウルからも寵愛を受けるようになり、サウルの息子ヨナタンからも愛されるが、ダビデの名声が次々と高まるにつれ、サウルは恐れはじめるようになり、彼を殺そうと謀るようになる。ダビデはサムエルがいるラマに行き隠れた。やがて年老いたサムエルは亡くなり、ラマに葬られ、イスラエル中の人々がその死を悼む。
「そこで人をやって彼をつれてきた。彼は血色のよい、目のきれいな、姿の美しい人であった。主は言われた、『立ってこれに油をそそげ。これがその人である』サムエルは油の角をとって、その兄弟たちの中で、彼に油をそそいだ。この日からのち、主の霊は、はげしくダビデの上に臨んだ。そしてサムエルは立ってラマへ行った。」（サムエル記上：16: 12 - 13)
「ダビデは逃げ去り、ラマにいるサムエルのもとへ行って、サウルが自分にしたすべてのことを彼に告げた。そしてダビデとサムエルは行ってナヨテに住んだ。」（サムエル記上：19: 18)
「さてサムエルが死んだので、イスラエルの人々はみな集まって、彼のためにひじょうに悲しみ、ラマにあるその家に彼を葬った。そしてダビデは立ってパランの荒野に下って行った。」（サムエル記上：25: 1)

### サムエルの死後
この後、サウルはペリシテ人との最後の決戦を前に、占い師にサムエルの霊を呼び出させ、戦の結果を聞く。しかし、サムエルの預言は生前同様に厳しい内容であり、それを聞いたサウルは気を失い、翌日その預言は実現し、サウルもその子供たちも殺されてしまった。
『主はまたイスラエルをも、あなたと共に、ペリシテびとの手に渡されるであろう。あすは、あなたもあなたの子らもわたしと一緒になるであろう。また主はイスラエルの軍勢をもペリシテびとの手に渡される』そのときサウルは、ただちに、地に伸び、倒れ、サムエルの言葉のために、ひじょうに恐れ、またその力はうせてしまった。」（サムエル記上：28: 19 - 20)
サウルはサムエルを畏れ、けっして逆らうことは無かったが、妥協を許さないサムエルの姿勢と、王として柔軟に対処するサウルの間には、多くの軋轢が生じていた。それは教会と国家の間におきる軋轢と似ているとも言われている。